# Jeanelle Scheper
Jeanelle Scheper (Kingston, 21 novembre 1994) è un'altista santaluciana.

## Progressione

### Salto in alto
| Stagione | Misura | Luogo        | Data      | Rank. Mond. |
| -------- | ------ | ------------ | --------- | ----------- |
| 2016     | 1,91 m | Vieux Fort   | 26-6-2016 | 39ª         |
| 2015     | 1,96 m | Starkville   | 15-5-2015 | 9ª          |
| 2014     | 1,91 m | Basseterre   | 5-7-2014  | 32ª         |
| 2013     | 1,92 m | Morelia      | 5-7-2013  | 25ª         |
| 2012     | 1,85 m | San Salvador | 29-6-2012 | 126ª        |
| 2011     | 1,79 m | Atlanta      | 14-5-2011 |             |

## Palmarès
| Anno | Manifestazione          | Sede           | Evento        | Risultato | Prestazione | Note |
| ---- | ----------------------- | -------------- | ------------- | --------- | ----------- | ---- |
| 2011 | Mondiali allievi        | Lilla          | Salto in alto | 25ª (q)   | 1,67 m      |      |
| 2012 | Mondiali juniores       | Barcellona     | Salto in alto | 8ª        | 1,82 m      |      |
| 2013 | Campionati CAC          | Morelia        | Salto in alto | Argento   | 1,92 m      |      |
| 2013 | Mondiali                | Mosca          | Salto in alto | 23ª (q)   | 1,83 m      |      |
| 2014 | Giochi del Commonwealth | Glasgow        | Salto in alto | 4ª        | 1,89 m      |      |
| 2015 | Giochi panamericani     | Toronto        | Salto in alto | 5ª        | 1,88 m      |      |
| 2015 | Mondiali                | Pechino        | Salto in alto | 7ª        | 1,92 m      |      |
| 2016 | Giochi olimpici         | Rio de Janeiro | Salto in alto | 25ª (q)   | 1,89 m      |      |
| 2018 | Giochi del Commonwealth | Gold Coast     | Salto in alto | 9ª        | 1,80 m      |      |
| 2019 | Giochi panamericani     | Lima           | Salto in alto | 4ª        | 1,84 m      |      |